# Aulacocalyx lujai
Aulacocalyx lujai är en måreväxtart som beskrevs av De Wild.. Aulacocalyx lujai ingår i släktet Aulacocalyx och familjen måreväxter. Inga underarter finns listade i Catalogue of Life.